# Francesca Bria
Francesca Bria (Roma, 11 novembre 1977) è un'economista italiana, tecnologa dell'informazione, dal 2020 presidente del Fondo Nazionale per l'Innovazione-CDP Venture Capital, consulente delle Nazioni Unite e della Commissione Europea, fondatrice del Progetto Decode, ex assessore per la digitalizzazione e innovazione della città di Barcellona, docente all'University College di Londra (UCL) sulla sovranità digitale e sulle città intelligenti.

## Biografia
Figlia di Pietro Bria, un noto psicanalista e psichiatra del Policlinico Gemelli di Roma, e di Annavera Pifano una ballerina e olimpionica di ginnastica, in seguito anche lei campionessa italiana di ginnastica ritmica.
Cresciuta nel quartiere Monti di Roma, si è laureata in Scienze sociali ed economia dell'innovazione presso l'Università La Sapienza. Inizia a sperimentare la possibilità di unire media e tecnologia quando entra in contatto con Indymedia, progetto al quale partecipa attivamente come media attivista e video maker, trovandosi anche a Genova durante i giorni del G8 del Luglio 2001. Ancora giovane si dedica, in quanto pioniere nel campo dei media digitali, all'insegnamento del giornalismo digitale presso la corrispondente scuola della Fondazione Internazionale Lelio Basso, diretta dal giornalista RAI Maurizio Torrealta. Si è poi trasferita a Londra e ha conseguito un dottorato di ricerca presso l'Imperial College Business School e un master in E-business e Innovazione presso l'University College di Londra, dove ha avuto come Advisor della tesi l'economista dell'innovazione e teorico della globalizzazione Daniele Archibugi, oggi dirigente del Consiglio Nazionale delle Ricerche (CNR). Durante il periodo di ricerca all'Imperial College, Bria ha passato sei mesi in Commissione Europea, lavorando alle policy digitali e al tema delle smart cities, adottando un approccio di user-driven innovation su cui era basata la sua tesi di Master alla University College di Londra, Birkbeck, premiata come migliore tesi di innovazione dell'anno. 
Subito dopo il suo dottorato all'Imperial College, Bria è chiamata dal CEO di Nesta Geoff Mulgan (ex-Direttore della strategia politica di Downing Street sotto il primo ministro britannico Tony Blair) per entrare a far parte di Nesta, l'agenzia nazionale di innovazione con sede nel Regno Unito, dove è stata promossa a Senior Project Lead. Mentre era ancora a Nesta, Bria ha anche tenuto conferenze in varie università di tutto il mondo e ha svolto il ruolo di advisor per varie organizzazioni pubbliche e private.
Durante il suo periodo a Nesta, è stata coordinatrice Europea del progetto D-CENT (Decentralised Citizens ENgagement Technologies), il più grande progetto UE sulla democrazia digitale e sulle cripto valute. Ciò ha comportato la creazione di strumenti e piattaforme digitali per aiutare i cittadini e i movimenti sociali a lavorare con i governi e ha incluso elementi di democrazia deliberativa, democrazia diretta e bilancio partecipativo. È stata anche tra principal researcher del progetto DSI, sull'innovazione sociale digitale in Europa.
Il lavoro di Bria con D-CENT l'ha portata all'attenzione di Ada Colau, il sindaco, che nel 2016 l'ha nominata Assessore al digitale e CTO di Barcellona. Bria si è trasferita da Londra alla città spagnola, dove è rimasta fino al 2020. In questo ruolo, è stata a capo dell'Agenda delle città intelligenti, ha fondato e diretto il progetto DECODE sulla sovranità dei dati in Europa, ed è stata una delle fondatrici della Cities Coalition for Digital Rights, una piattaforma sostenuta dalle Nazioni Unite per promuovere la digitalizzazione sostenibile e la trasformazione digitale urbana per l'interesse pubblico.
Appena terminato il suo lavoro a Barcellona, è diventata consulente senior e ambasciatrice delle Nazioni Unite (UN-Habitat) sulle città digitali e sui diritti digitali, lanciando il programma dell'ONU sulle people-centered smart cities al World Urban Forum di Abu Dhabi, programma che promuove l'implementazione di innovazioni tecnologiche per realizzare la sostenibilità sia ambientale, sia sociale, nel pieno rispetto dei diritti umani.
Nel gennaio 2020 è stata nominata presidente del Fondo nazionale per l'innovazione, di nuova creazione in Italia, ruolo che svolge parallelamente al ruolo di Visiting Professor all' Institute for Innovation and Public Purpose della University College di Londra, diretto dalla celebre economista italo americana Mariana Mazzucato e al ruolo di Advisor per la Presidente della Commissione Europea Ursula von der Leyen come membro dell'High-level Roundtable per la New European Bauhaus e Senior Adviser del programma STARTS (Innovation at the nexus of science, technology and the arts).
Bria ha lavorato per molti anni come esperta per la Commissione Europea: è stata membro dell'Internet of Things Council e consulente della Commissione europea per la futura politica di Internet e le città intelligenti e membro del gruppo di esperti di alto livello della Commissione Europea Economic and Societal Impact of Research and Innovation (ESIR). È stata anche membro del gruppo di esperti della Commissione Europea sulla open innovation (OISPG)  e membro del cluster di ricerca europeo sull'Internet of Things (IERC).
Bria è stata senior advisor per il Comune di Roma e la Regione Lazio sulla politica dell'innovazione digitale. Ha insegnato in diverse università del Regno Unito e italiane e ha lavorato per governi, organizzazioni pubbliche e private sulla politica tecnologica e dell'innovazione e sul suo impatto socioeconomico, geopolitico e ambientale. È anche attiva in varie organizzazioni che sostengono la condivisione della conoscenza, l'accesso aperto alla tecnologia, i diritti digitali, le tecnologie decentralizzate e il diritto alla privacy.
Nel luglio del 2021 è eletta dalla Camera dei deputati membro del consiglio d'amministrazione della Rai.

## Premi
Francesca è stata nominata Commendatore dell'Ordine al Merito della Repubblica Italiana. È anche Culture Persons of the Year 2020 secondo il quotidiano Frankfurter Allgemeine Zeitung (FAZ). È stata inserita nella top 50 Women in Tech dalla rivista Forbes e tra le prime 20 persone più influenti al mondo nel governo digitale da Apolitical. Bria ha vinto la prima Luiss Global Fellowship e inserita tra le 100 donne che cambiano il mondo nella rivista italiana Repubblica "D". Francesca Bria è stata premiata con la Luiss Global Fellowship dalla Luiss University come persona di alto profilo che si è distinta a livello internazionale per capacità di innovazione e leadership.

## Opere
- insieme a Evgeny Morozov, Ripensare la smart city, Torino, Codice Edizioni, 2018

## Vita privata
Sposata con Evgenij Morozov, intellettuale originario della Bielorussia e storico della scienza e della tecnologia.